# Xochitl
Xochitl  è un nome proprio di persona nahuatl femminile.

## Varianti in altre lingue
- Spagnolo: Xóchitl[1], Xóxitl[2], Xochilt[1]

## Origine e diffusione

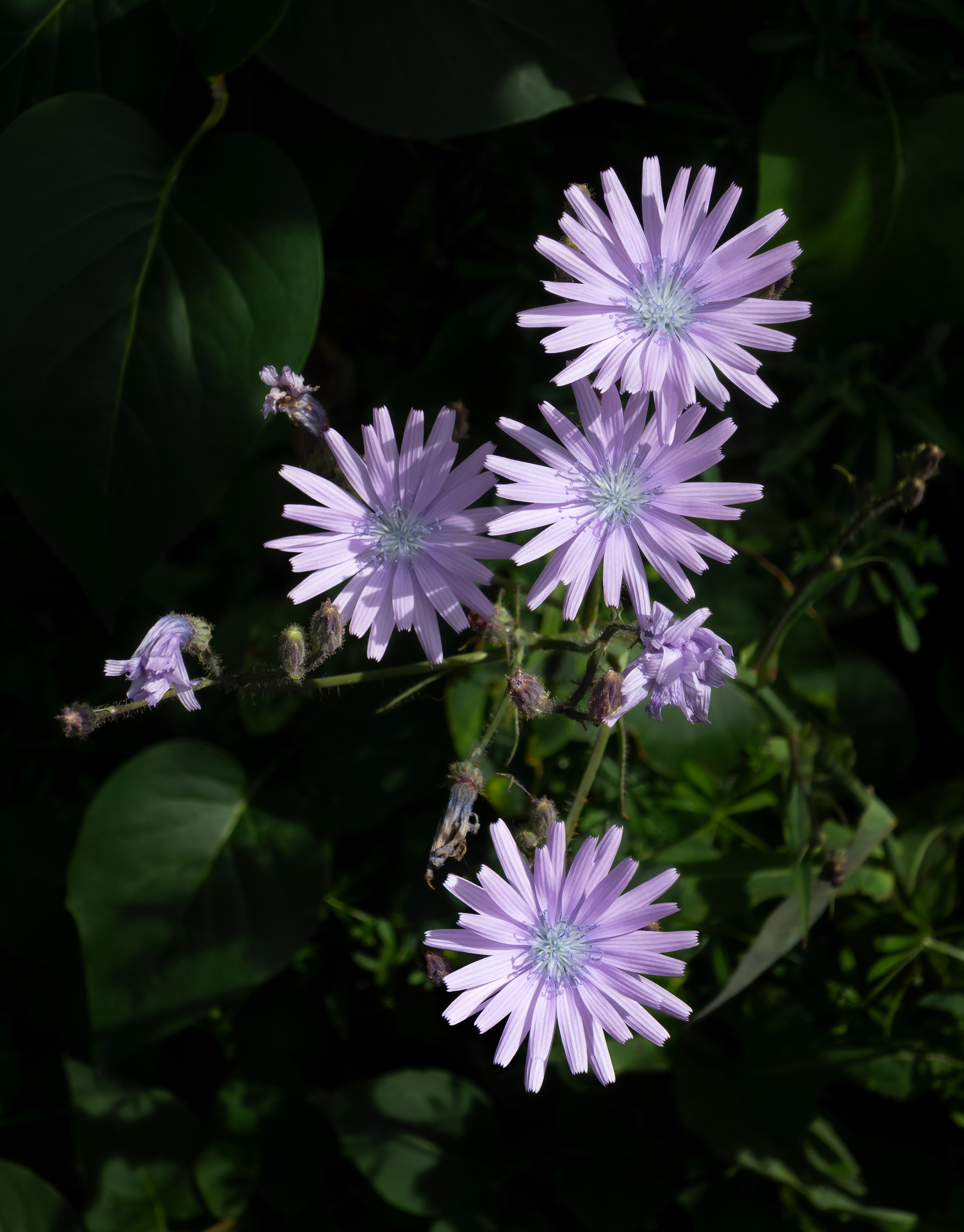
Fiori di Cicerbita macrophylla

Nome diffuso in Messico, riprende un vocabolo in lingua nahuatl che vuol dire "fiore"; è pertanto analogo, per significato, ai nomi Fiore, Cvetan, Bluma, Zahra e Antea.

## Persone
- Xochitl Gomez, attrice statunitense
- Xochitl Torres Small, politica statunitense

### Variante Xóchitl
- Xóchitl Gálvez, politica, ingegnera e imprenditrice messicana